# Ibrahim Khalfan
Ibrahim Khalfan (en árabe: إبراهيم خلفان‎; Doha, Catar, 25 de noviembre de 1961) es un exfutbolista de Catar que jugaba en la posición de extremo. Es el padre del también futbolista Khalfan Ibrahim.

## Carrera

### Club
Jugó toda su carrera con el Al-Arabi Doha de 1980 a 1999, equipo con el que fue siete veces campeón nacional y ganó 10 copas nacionales.

### Selección nacional
A nivel de selecciones menores jugó en la copa Mundial de Fútbol Sub-20 de 1981 en Australia donde Catar fue finalista. Jugó para Catar en 28 ocasiones de 1983 a 1998 y anotó nueve goles; participó en los Juegos Olímpicos de Los Ángeles 1984 y en tres ediciones de la Copa Asiática.

## Tras el retiro
Luego de retirarse como futbolista trabajó para beIN SPORTS y luego fue nombrado embajador de la Copa Mundial de Fútbol de 2022 jugada en Catar.

## Logros
- Liga de fútbol de Catar (7): 1982-83, 1984-85, 1990–91, 1992–93, 1993–94, 1995–96, 1996–97
- Copa del Emir de Catar (7): 1977–78, 1978–79, 1979–80, 1982–83, 1983–84, 1988–89, 1992-93
- Copa del Jeque Jassem (3): 1980, 1982, 1993